# Língua tsimshiana

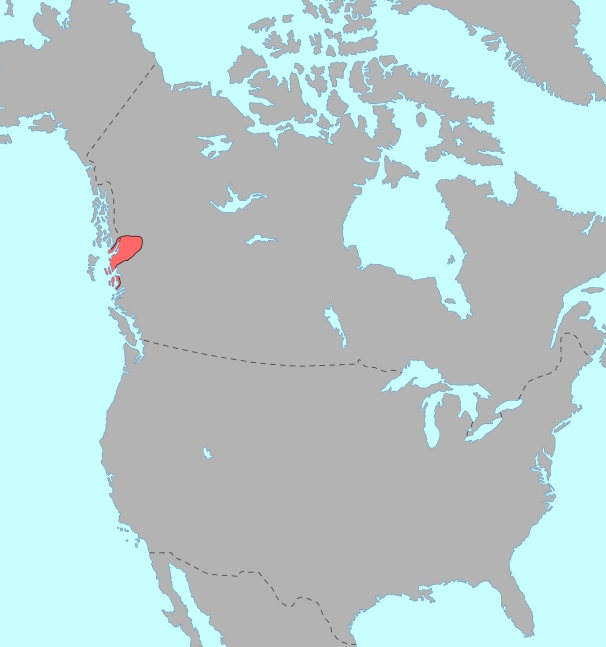
área das tsimchianicas antes chegada dos europeus)

Tsimshian, conhecida por seus falantes como Sm'álgyax, é um dialeto da língua Tsimshian falada  language no nordeste da Colúmbia Britânica e no sudeste do Alasca.  Sm'algyax significa literalmente "língua real ou verdadeira."
Há muito debate sobre a qual família maior as línguas tsimshianicas pertencem. Muitos estudiosos acreditam que elas são parte do controverso grupo Penutiano de línguas, o qual inclui línguas faladas em todo o litoral noroeste do oceano Pacífico e Califórnia. Embora provável, a existência desse grupo Penutiano ainda não foi definitivamente provado. Alguns lingüistas ainda afirmam que a família Tsimshianica não está intimamente relacionada com qualquer língua norte-americana.

## Falantes
A lingüista Tonya Stebbins estimou o número de falantes de Tsimshian como cerca de 400 em 2001 e como 200 ou menos em 2003. Seja qual for a quantidade mais precisa, ela acrescentou em 2003 que a maioria dos falantes têm mais de 70 anos e muito poucos têm menos de 50. Cerca de 50 de uma população étnica de 1.300 Tsimshianos no Alasca falam a língua.

## Fonologia

### Vogais
Junto às transcrições IPA estão entre aspas as otogtafias convencionais.
|                 | Anterior        | Anterior | Posterior   | Posterior   | Posterior | Posterior |
| Não arredondada | Não arredondada | Anterior | Arredondada | Arredondada |           |           |
|                 | Curta           | Longa    | Curta       | Longa       | Curta     | Longa     |
| --------------- | --------------- | -------- | ----------- | ----------- | --------- | --------- |
| Fechada         | ɪ <i>           | i <ii>   | ɯ <ü>       | ɯː <üü>     | ʊ <u>     | u <uu>    |
| Média           | ɛ <e>           | e <ee>   | ʌ <a>       |             | ɔ <o>     | ɔː <oo>   |
| Aberta          | æ <a>           | æː <aa>  |             |             |           | ɒ <a̰>     |

A vogal posterior pode ser a longa [a] ou a curta e levemente alta [ʌ] dependendo do contexto. John Asher Dunn assume essa vogal como o “schwa”.
Sublinhar /a/ é opcional para indicar a vogal longa posterior, e falantes fluentes normalmente a omitem.
A representação de Dunn para vogal posterior volta alta parece ser ligeiramente mais adiante do que o IPA equivalente, uma vez que se usam os símbolos fonéticos [ɨ̈] ou [ɪ̈].

### Consoantes
Como na seção Vogais, os símbolos em negrito refletem a ortografia convencional e os equivalentes IPA são dados entre parênteses. Na ortografia prática, os uvulares são indicados sublinhando as letras velares, ⟨ ḵ g⟩, e a posição do apóstrofo antes ou depois da consoante distingue glotalização.
|                |             | Bilabial | Alveolar  | Alveolar | Palatal | Velar   | Velar     | Uvular  | Glotal |
| central        | lateral     | Bilabial | plana     | Labial   | Palatal |         |           | Uvular  | Glotal |
| -------------- | ----------- | -------- | --------- | -------- | ------- | ------- | --------- | ------- | ------ |
| Oclusiva       | planan      | p <p>    | t <t>     |          | c <ky>  | k <k>   | kʷ <kw>   | q <ḵ>   | ʔ <’>  |
| Oclusiva       | Glotalizada | pʼ <’p>  | tʼ <’t>   |          |         | kʼ <’k> | kʷʼ <’kw> | qʼ <’ḵ> |        |
| Oclusiva       | Forte       | b <b>    | d <d>     |          | ɟ <gy>  | ɡ <g>   | ɡʷ <gw>   | ɢ <g̲>   |        |
| Africada       | plana       |          | t͡s <ts>   |          |         |         |           |         |        |
| Africada       | Glotalizada |          | t͡sʼ <’ts> |          |         |         |           |         |        |
| Africada       | Forte       |          | d͡z <dz>   |          |         |         |           |         |        |
| Fricativa      | Tênue       |          | s <s>     | ɬ <ɫ>    |         |         |           | χ <x>   | h <h>  |
| Nasal oclusiva | plana       | m <m>    | n <n>     |          |         |         |           |         |        |
| Nasal oclusiva | Glotalizada | mˀ <’m>  | nˀ <’n>   |          |         |         |           |         |        |
| Aproximante    | plain       |          |           | l <l>    | j <y>   | ɰ <ẅ>   | w <w>     |         |        |
| Aproximante    | Glotalizada |          |           | lˀ <’l>  | jˀ <’y> |         | wˀ <’w>   |         |        |

Tanto John Asher Dunn  e Franz Boas (conforme A.C. Graf von der Schulenberg ) acham que a fricativa /s/ tem duas variantes:  [s] or [ʃ].
A semivogal /ɰ/ <ẅ>é um "w pronunciado vom os lábios arredondados".
O diacrítico de glotalização < ' >pode se mudado para o outro lado de um segmento velar dependendo se ficar antes, depois ou intervocálivo. Quando se fala, os segmentos velares antes de vogal implicam em percepção de percepção de ambos em [kʼ]. Segmentos glotalizados que seguem vogais produzem uma glotalização primeiro, com fechamento em [ʼk]. Entre vogais, a glotalização depende de onde fica a tonicidade. [ʼk] é pronunciado depois sílaba tônica e [kʼ] é pronunciado antes.

### Ortografia
A ortografia de Tsimshian hoje em uso é baseada na desenvolvida por tsimshianicistas desde 1960. Originalmente origina-se do trabalho de Bruce Rigsby na língua Gitksan e inclui o trabalho de John Asher Dunn em Tsimshiano e de Marie-Lucie Tarpent em língua Nisga'a e Tsimshiano. Dunn, Tarpent e Susan Marsden a revisaram substancialmente para o Distrito Escolar No. 52 (Prince Rupert) ao preparar a série de livros  Suwilaay'msga Na Ga'niiyatgm, Ensinamentos de Nossos Avôs , no início dos anos 90, com a bênção de Os chefes hereditários de Tsimshian. Desde então, a ortografia e a gravação da língua foram conduzidas pela autoridade Tsimshian Sm'algyax.
Há outra ortografia, usada somente no Alasca,que é ensinada pela organização Dum Baal-dum. 

### Sílabas
O Tsimshiano utiliza estruturas silábicas CV (C) CVC (C) em que as vogais podem ser longas ou curtas. As consoantes silábicas são comuns e podem ocorrer tecnicamente em qualquer lugar dentro da palavra. As únicas consoantes que se qualificam como silábicas (indicadas opcionalmente por sublinhado) são os sonorantes s / m /, / n / e / l / e suas contrapartes Glotalizadas. (Alguns escritores seguem a prática ortográfica Gitksan de escrever o sonoro sonorante s como / im /, / in / and / il /.)
Exemplos:
- /hæj.mæː.dm/ "vento nordeste"
- /n.læk/ "lareira"
- /k'l.k'oːl/ plural do verbo intransitivo "entorpecer"

Grupos (clusters) de consonantes são comuns. Schulenberg relata encontrar / pt, pts, ptl, kts, qp, qtk, qtsc, qsk, nts, tɟ / entre muitos outros, embora somente uma parcela menor possa ocorrer numa rima de sílaba. Observa-se que esses clusters não contêm consoantes silábicas, mas estão apenas no início da sílaba ou na sílaba final.
Clusters nas extremidades das palavras muitas vezes têm uma vogal epêntesis inserida, que normalmente é / a / [ʌ], mas também pode ser / i / [ɪ] ou / ɯ / [ɯ].
Exemples (como outras mudanças fonologia):
- /ɟelq/ → [ɟelaɢ] "lado de fora"
- /æːlks/ → [æːliks] "servente"
- /ʌʔʌjæːɰx/ → [æːjæːwɯx] "Aurora Boreal, Luzes do Norte"

### Pronúncia de vogais
As vogais longas podem ser pronunciadas de três formas distintas: num tom constante /eː/ → [eː]; num tom decrescente com semivogal"/eː/ → [Êə], ou com a inserção de uma oclusiva glotal / eː / → [eʔe]. Na escrita diária, as marcas diacríticas podem ser deixadas de fora, de modo que os dois primeiros poderiam ser escritos <ee>, enquanto que é comum representar [eʔe]
Exemplos:
- (tom constante)   [kpiːl] "dez" (de abstratos ou objetos redondos)
- (tom decrescente)    [nôsɯ] "Wolverine (carcaju)"
- (interrupção glotal) [χbæʔælʌ] "tempestade vinda do sul"

### Tonicidade
A tonicidade primária geralmente cai sobre a última sílaba da palavra. No caso de um sufixo ou conectivo ser adicionado, então essa acentuação  cai sobre a penúltima sílaba.

### Processos fonológicos
Há uma série de complexos processos fonológicos que afetam segmentos subjacentes. O seguinte é apenas uma amostra de algumas das alterações que podem ocorrer.
- As vogais curtas seguidas por / l / tornam-se frequentemente vogais longas com exclusão / l /. /wælp/ → /wæːp/ "casa"
- / k / e / q / glotalizadas entre vogais são muitas vezes encurtadas para apenas uma oclusiva glotal. /sɒk'æɬ/ → [sɒʔæɬ] "dividir, estabelecer um assentamento"
- No fim de palavras, o / q / pode submeter-se a redução para /χ/. /iːmq/ → /imχ/ "barba"
- Uma vogal curta pode ser alongada se o a toncidade primária cair sobre a mesma. /χæ/ → /χæː/ "escravo masculino"
- /l/ e /n/ podem se alternar na reduplicação. /c'inˀæm/---> /c'ilc'inˀæm/ "dar"
- Vogais longas podem se tornar ditongos. /ɬoːl/---> /ɬowl/ "empurrar dentro d’água"

(nota: A existência de ditongos é questionável. Schulenberg afirma que Franz Boas "sempre ouviu as vogais individuais pronunciadas separadamente." Dunn, no entanto, parece acreditar que falantes mais jovens percebem os ditongos Pode ter havido mudanças na pronúncia desde a pesquisa de Schulenberg em 1894 e o trabalho subseqüente de Dunn a partir de 1968. De qualquer forma, os ditongos são raros.)

## Morfologia
O Tsimshiano pode ser classificado como uma língua polissintética, embora o seja menos que outras línguas americanas nativas. O tempo, por exemplo, não é marcado com o verbo, mas aparece sempre como uma palavra pré-verbal separada. O verbo se destaca como a palavra mais importante na sentença - muita da informação pode ser expressa por afixos nele. Os substantivos, no entanto, têm um número de clíticos que podem ser anexados. Existem vários conectores, sufixos ou prefixos, em palavras adjacentes que podem criar longas seqüências de itens lexicais.

### Plural
Reduplicação
Tsimshian tem um sistema extensivo de reduplicação que é usado na maioria dos casos para formar o plural de substantivos e verbos. Existe um conjunto complexo de processos fonológicos que afetam tanto a vogal quanto a consoante na reduplicação. Schulenberg registra pelo menos 12 classes diferentes de reduplicação, mas Dunn mais tarde as condensa a apenas cinco, dependendo de qual parte da palavra é copiada, e se é  sufixo ou infixo. No entanto, cada classe contém formas irregulares.
- Class I: /CVk-/: /jeχɬ/ "cuspir (verbo)" → /jiceχɬ/ "cuspir (plural)"
- Class II: /CVx-/: /daʔaχɫk/ "hábil" → /daχdaʔaχɫk/ "habil (plural)"
- Class III: /CVC-/: /dal/ "lutar"→ /dildal/ "lutar"
- Class IV: /CV-/: /siipk/ "adoecer (verbo)" → /sipsiipk/ "adoecer (plural)"
- Class V: /-V/ or /-VC/ →  (Pode ser infixo ou sufixo após a sílaba primária) /yuutsk/ "colar" →  /yu'itsk/ "colares"

Distributivos
Além da reduplicação, os plurais também podem ser formados pela adição de clíticos lexicais. Prefixo ou infixo / ga / atua como um distributivo. É melhor traduzido como "cada um o seu próprio". As palavras que tomam este prefixo costumam ter uma relação específica com um indivíduo, como partes do corpo, roupas e parentes.
- /goot/ "coração"→ /g̲agoot/ "corações"
- /agwinübiip/ "tio avô" → /agwig̲anübiip/ "tios avós"

Iterativos
A palavra / gyik / "novamente" pode ser prefixada para formar alguns plurais, especialmente aqueles que se referem ao tempo.
- /suunt/ "verão"→ /gyiksuunt/ "verões"

Intensivos
A palavra para "muito" / lu'kwil / pode ser encurtada para / lu- / e pré ou in-fixada em algumas palavras para formar o plural. Esse processo pode resultar em formas extremamente divergentes, por causa de processos fonológicos.
- /hadiks/ "nadar" → /la̰heediks/ "nadar (plural)"

Isomórficos e supletivos
Por fim, algumas formas plurais são as mesmas do singular (/ lak / "fogo" → / lak / "incêndios") e algumas palavras têm plurais suplentes, onde não há relação morfológica entre os dois (/ waa / Nome "→ / uust /" nomes ").

### Pronomes
Grande parte da informação que aparece em uma frase substantiva pode ser expressa numa frase verbalcomo um pronome.  Frases absolutivas ou ergativas se afixam numa frase verbal e tomam uma forma diferente dependendo da pessoa e do número. Abaixo estão as formas mais comuns de sufixos absolutivos, embora dependendo do tempo, diferentes sufixos são aplicáveis.
|           | Singular | Plural |
| --------- | -------- | ------ |
| 1ª pessoa | -u       | -m     |
| 2ª pessoa | -n       | -sm    |
| 3ª pessoa | -t       | -t     |

- ɫadm baayu 
TEMP run.I
 "Eu estou pronto para correr"
- ɫa ḵ'olt 
TEMP run(pl).they
 "Eles estão correndo logo agora."

Se houver um substantivo ergativo (não marcado) na sentença juntamente com o pronome absolutivo, o marcador temporal também recebe um sufixo / -t /.
- Ɫawilt niidzu ol  
 TEMP see.me urso 
 "E agora o urso me viu."

Dunn descobriu que alguns marcadores temporais tomam um sufixo e outros não. Parece ser "uma questão de estilo local e pessoal".
Pronomes ergativos aparecem antes do verbo no marcador temporal como infixos ou sufixos. Alguns marcadores de tempo exigem afixos diferentes. Com o tempo perfeito / nah /, por exemplo, os sufixos ergativos são idênticos aos sufixos absolutivos. Abaixo está a forma mais comum de afixo ergativo.
|           | Singular | Plural |
| --------- | -------- | ------ |
| 1ª pessoa | -n-      | -dip-  |
| 2ª pessoa | -m-      | -m-sm- |
| 3ª pessoa | -t-      | -t-    |

- ɫadipwil lu'niidza ol awaan 
TEMP nós TEMP vemos(pl) urso ali.perto.você
 "E logo agora nós vimos o urso perto de você."

### Sufixos
Derivacionais
Existem dez sufixosque podem ser anexados por derivação a palavras para dar significados relacionados de alguma forma com o morfema original. Estes sufixos podem alterar a relação e / ou a função gramatical. Os nomes para os tipos de sufixos listados abaixo são descrições encurtadas daquelas fornecidas por Dunn.
- Consequencial: /-x/ (por vezes /-ḵ/) A forma derivada é a conseqüência ou foi afetada pela raiz. /ḵ'o'a̰l/ "forget" → /ḵ'oolax/ "tedioso; aqueça as costas pelo fogo "
- Instrumental: /-t/ A forma derivada é uma pessoa ou coisa que usa a raiz de alguma forma. /gyemk/ "sol, lua" → /gyemga̰t/ "astrônomo"
- de Objetivo: tanto /-l/ comod /-n/ Esses dois sufixos indicam que a raiz é o objetivo ou intenção de uma pessoa, coisa ou ação. /buu/ "estouro, som (de baleia)" → /buul/ "alarme"
- Qualidade singular: /-k/ A forma derivada compartilha uma qualidade única com a raiz. /gwisgwaas/ "gaio-azul" → /gwisgwaask/ "azul"
- Qualidade plural: /-s, -sk, -ts/ (sometimes /-k/) A forma derivada é em muitos aspectos semelhante à raiz. /yuutk/ "carregar ao redor do pescoço" → /yuutsk/ "colar"
- Metafóricol: /-tk/ A forma derivada tem uma relação metafórica com a raiz. /ɫoo/ "à deriva, nado (de peixe)" → /ɫo'otk/ "nuvens"

Léxicos
Existem cinco sufixos que podem ser lexicamente anexadoa a palavras para alterar os significados. Os morfemas afixados podem ser extremamente alterados de suas formas originais, às vezes de acordo com regras fonológicas, às vezes arbitrariamente. Normalmente, a raiz do sufixo é encurtada para uma sílaba antes de ser anexada.
- /aks/ "água" → /ts'ala̰ks/ "redemoinho"  (/ts'al/ "olho")
- /g̲an/ "árvore; madeira; pau" → /batsgn/ "arrive in a boat" (/batsk/ "arrive")
- /gyet/ "homem" →  /gyitwaalgyit/ "corsários"   (/gyitwaal/ "ataque")
- /ban/ "ventre" → /waaybn/ "prenha (para cães e or dogs and desdenhosamente para mulheres)"  (/waay/ "pá")
- /diilmx/ "corresponde"  Este sufixo é usado para descrever línguas, assim que a língua do Haida seria /haydmx/

### Proclíticos
Abaixo uma lista com amostras de alguns dos muitos proclíticos do em Tsimshiano. Anexos a substantivos e verbos, eles podem transmitir informações locativas, aspectuais, modais, relacionais de casos e mesmo léxicas. As seguintes descrições dos prefixos destinam-se a transmitir em que tipo de posição o objeto ou pessoa está. Assim / lax- / pode ser usado para expressar a parte superior do pé, porque tem as propriedades de ser "acima" e "paralelo",  / t'm- / poderia ser usado para a espinha dorsal, porque tem as propriedades de ser " acima "e" perpendicular ". "Tangente" indica que o objeto ou ação está ocorrendo ao lado ou ao lado de algo. "Eferente" refere-se a afastar-se da ação.
Locativo
Estativo:
- /lax-/  Tangente, acima, paralelo
- /t'm-/ Tangente, acima, perpendicular
- /lag̲ax/ tangent, not above, bilateral
- /ɫüü-, ɫüükɫi-, ɫüükwɫi-/ próximo, acima
- /na̰k-/ próximo, não acima
- /alo-, alu/ remoto, abaixo

Mocional:
- /ksi-, ksa-, ksü-, xsa-/ Fonte interna, eferente
- /g̲aɫdik-/ Fonte interna, eferente, ascendente
- /txa-/ Fonte interna, eferente, descendente
- /bax-/ Fonte tangente, objetivo tangente, ascendente, para-geográfico
- /dzag̲am-/ Geográfico, a montante
- /uks-/ Geográfico, para o mar

Aspectual
- /si-, sü-, su-/ início
- /adigul-/ Contínuo, duradouro
- /huk-/ habitual
- /gwüldm/ antecipadamente
- /wil-/ subsequente

Modal
- /ap-, a̰b-/ certa
- /kbi-, xbi-/ não realmente, meio
- /liks-, lüks-/ diferente, estranho
- /sis-, süs-/ representar, fingir
- /sm-/ real genuíno (como em /sm'algyax/ "língua verdadeira")

Caso
- /ha-/ instrumental
- /ha'ali-/ lugar ou tempo para
- /sa̰-, si-, sü-, s-/ causativo
- /xs-/ parecer

Léxico
Como os sufixos lexicais, esses procliticos derivam de morfemas existentes e podem alterar o significado da raiz de várias maneiras. Procliticos são muito mais comuns do que sufixos; Apenas uma pequena lista é fornecida.
- /aam/ "bem" → /amadaalḵ/ "adorar, louvar" (/daalg̲/ "repreender, ralhar")
- /gwa̰s/ "cobertor" → /gwisg̲an/ "casaco de casca de cedro; capa de chuva" (/g̲an/ "árvore")
- /gyeɫk/ "esfaquear" → /gyiɫts'ax/ "anel de nariz" (/ts'a̰ḵ/ "nariz")
- /ts'usk/ "pequena" → /ts'übaa/ "correr curta distância" (/baa/ "correr")
- /'wiileeks/ "big" → /'wiiḵ'ooli/ "alguém de cabelo longo" (/ḵ'ooli/ "escalpo")

## Sintaxe
O Tsimshiano é uma linguagem ergativa-absolutiva. Embora a marcação nominal e verbal permita que a sintaxe seja mais livre do que o inglês, a ordem das palavras ainda é um aspecto importante da frase. A ordem básica das palavras para as sentenças transitivas e intransitivasé:
Intransitivo: MARCADOR DE TEMPO, verbo, absolutivo.
- yagwa baas Meli
TEMP correr Mary
"Mary está correndo."

Transitivo: MARCADOR DE TEMPO, verbo, ergative, absolutivo,objeto indireto, instrumental/benefativo/locativo.
- ɫadm ḵ'ag̲a 'yuuta liksoog̲ada haḵ'ag̲a 
TEMP abre homem porta chave.INSTRUMENTAL 
"um homem está pronto para abrir uma porta com a chave."

Ambos pronomes podem ocorrer numa frase:* ɫan dzagwat 
TEMP eu mato(sing) isso/ele/ela/eles/elas/esses
 "Eu estou pronto para matar isso/ele/ela/eles/elas/esses"

São permitidas inversões nesta ordem. Para colocar ênfase específica num substantivo ergativo (topicalização), o mesmo pode ser movido para o início da frase com mudanças subsequentes: marcador temporal + / -t / e / em / + verbo. No entanto, esta ordem só é permitida se o ergativo topicalizado é um pronome (independente, demonstrativo, interrogativo ou relativo). Nomes próprios nunca são colocados no início da sentença, exceto quando em sentido vocativo. Qualquer substantivo absolutivo pode ser topicalizado também com mudanças: marcador temporal + / t / e verbo + / da /. (Dunn mostrou que o uso de partículas afixadas no marcador temporal e verbo vem sendo usado na geração mais nova). Agora é bastante "formal" para usar tanto na escrita como na fala.)

### Frase verbal
A frase verbal básica em Tsimshiano é ordenada: marcador temporal - verbo. No entanto, muitas das frases substantivas na frase podem ser representadas no verbo e/ou no marcador temporal como pré / in / sufixos. Existem cinco marcadores temporais que podem se combinar para formar vários tempos ou aspectos.
- /nah/: (perfeito) /nah dzap/ "já feito"
- /dm/: (futuro/progressivo) /dm dzap/ "vai fazer", "vai começar a fazer", "está fazendo"
- /ɫa/: (próximo ao presente) /ɫa dzap/ "iniciando a fazer exatamente agora"
- /wil/: (seguimento sequencial) /wil dzap/ "e então fez"
- /yagwa/: (presente-só para verbos de ação) /yagwa dzap/ "estsr fazendo logo agora," "está fazendo"

Algumas expressões temporais combinadas:
- /ɫa-dm dzap/: "Prestes a começar a fazer "
- /nah ɫa-wil dzap/ "E depois acabou de fazer "
- /dm ɫa-wil dzap/ " Eagora está prestes a começar a fazer "

### Frase nominal
A frase substantiva básica é ordenada como: marcador numérico, adjetivo, substantivo, determinante, possessivo. Um marcador numérico e um determinador não podem aparecer juntos na mesma frase.
Números
Semelhante aos classificadores] em outras línguas, existem sete diferentes sistemas de contagem, dependendo do que está sendo contado:  entidades abstratas, objetos planos e animais, objetos redondos e unidades de tempo, seres humanos, objetos longos, canoas e, finalmente, medidas, tudo deve ser contado de forma diferente. O numeral obtém um / -a / conetivo se termina em uma oclusiva, africada ou fricativa.
- /gu'pl uwalp/ "duas casas"
- /t'apxaada guksɫüüsk/ "duas camisas"
- /t'apxaaduul hana'nax/ "duas mulheres"
- /guladaada hana'nax/ "duas mulheres a bordo"
- /g̲abeeltk g̲axsoo/ "duas canoas"

Adjetivos
Como algarismos, os adjetivos aparecem antes do substantivo que eles modificam. Eles tomam um / -m / conetivo, bem como combinar o substantivo em número (singular ou plural). Se um numeral e um adjetivo aparecem juntos, o numeral sempre precede o adjetivo.
- /siipgm haasa/ "um cão doente"
- /txalpxdool al'alg̲m smgyigyet/ "quantro chefes zangados"

Determinadores seguem o substantivo que modificam e o substantivo recebem um sufixo / -a / conectivo. Existem seis palavras determinantes:
- /gwa'a/ " Aqui, perto do falante "
- /gwasga/ " Por aí, dessa forma "
- /doni/ "lá"
- /awaan/ "lá" (perto do ouvinte)
- /gwi/ definite ("o, a, os, as")
- /ta'a/ somente para parente falecidoly

Possessivos
A possessão é mostrada colocando o substantivo possessivo após o objeto que está sendo possuído, que recebe um / -a / conectivo. Se o objeto que está sendo possuído não é considerado ser conectado próxima ao proprietário em alguma maneira (partes do corpo, roupa, parentes) então o objeto começa também um prefixo de / na- /.
- /gyigyeda huwaap/ "A cor das casas"
- /nahoon 'yuuta/ "Ao peixes do homem"

Ergativos
Se o verbo é transitivo, então o agente do verbo é tratado como um ergativo e o objeto como um absolutivo. Nesses casos, o marcador temporal recebe o sufixo / -t /, o verbo recebe / -da / e o substantivo ergativo tem um sufixo / -a /. (Nomes próprios requerem sufixos variantes.)
- Yagwat niisda ts'uu'tsa laalt  
 TEMP ver verme de pássaro 
 "O pássaro vê o verme."

As sentenças transitivas em que o verbo está intimamente relacionado com o absolutivo podem realmente permitir que o substantivo seja anexado ao verbo num processo chamado incorporação. Um conector verbal / -m- / é então usado para sufixar o substantivo no verbo.
- ɫawil aadmhoonu 
TEMP pegar com rede(verbo) CONECTIVO peixe(substantivo) I
"E então eu estava justamenteA agora pescando o peixe com rede."

Absolutivos
Quando um verbo intransitivo é usado, o agente do verbo é tratado como um absolutivo. Se o absolutivo segue diretamente o verbo então o verbo recebe um / -a / sufixo. (Nomes próprios novamente requerem sufixos diferentes.)
- nah siipga hana'a 
TEMP mulher doente
 " A mulher estava doente."

## Amostra de texto
Pai Nosso
Nagwādum gu zim lakāga: n’lthōduksha na wānt. Am dum goiduksha na kingdom gunt. Shagaud-gun dum wāl halizokum, nīwālda zin lakāga. Ginamlth a gum a sha gwa ām di shkabū wunēumt. Ada ma shalthīl na hadadakumi, nīwālda dup wila shalthil na hadak ga di da gum. Ada gilau ma za dadēuntk gum shpugait gunshpālt gaudit. Ada ma al dīlamaud gum a hadak gut. Amen.